# Dascilèon
Dascilèon o Dascílion (en grec antic: Δασκύλιον o Δασκυλεῖον, Dascylium) era una ciutat de la Propòntida i capital de la satrapia de la Frígia Hel·lespòntica, una satrapia menor dins de la satrapia de Lídia. Una tradició deia que el nom provenia de Dàscil, un fill de Giges, primer rei de Lídia.